# Sofía Ímber
Sofía Ímber (8 mai 1924, Soroca - 20 février 2017, Caracas) est une journaliste et directrice de musée vénézuélienne d'origine roumaine. En 1973, elle fonde le Musée d'Art contemporain de Caracas qu'elle dirigera pendant plusieurs décennies.